# Scott Speed
Scott Andrew Speed (* 24. ledna 1983, Manteca, Kalifornie) je americký automobilový závodník, bývalý pilot Formule 1. V minulosti jezdil v týmu Scuderia Toro Rosso, působícím v F1. Svůj debut si odbyl při Grand Prix Bahrajnu 2006, a stal se tak prvním Američanem v F1 od roku 1993, kdy závodil Michael Andretti. Speed se ale vrátil do závodění sériových vozidel, konkrétně do série NASCAR, kde je stále spojený se závodním programem značky Red Bull. Nyní závodí série #2 Red Bull Toyota Camry v ARCA RE/MAX Series pro Eddie Sharp Racing a #22 Red Bull Toyota Tundra v NASCAR Craftsman Truck Series pro Bill Davis Racing.

## Kariéra před Formulí 1
Speedova kariéra začala v 10 letech na motokárách, to bylo v roce 1993 a závodil v nich až do roku 2001. Za tu dobu vyhrál několik titulů. Do formulových sérií se přesunul v roce 2001, když se stal šampiónem v US Formula Russell. V následujícím roce jezdil dokonce 2 šampionáty, US Barber Formula Dodge a US Star Mazda Series. Ani v jedné však titul nezískal. V roce 2003 závodil v Britské Formuli 3 za tým ADR. To bylo poté, co vyhrál Red Bull Driver Search program. Během tohoto roku onemocněl Scott vředovým zánětem tlustého střeva, a musel se vrátit do USA na léčbu.
Už v roce 2004 ale získal 2 tituly, první v sérii Formule Renault 2000 Eurocup a poté v Německé Formuli Renault. V té době ale Speed stále trpěl onemocněním, které si nakonec vyžádalo chirurgický zákrok.
Tyto výsledky vynesly Speedovi místo v sérii GP2 pro rok 2005 v týmu iSport, kde působil v roli týmové dvojky za Canem Artamem. Později byl ale Scott prohlášen za týmovou jedničku, a celkově obsadil v šampionátu 3. místo. Jeho přemožiteli byly jen jezdci Nico Rosberg a Heikki Kovalainen.
Na konci roku 2005 ještě odjezdil první 3 závody v sérii A1 Grand Prix, kde reprezentoval svůj stát v týmu A1 Team USA. Jeho nejlepším výsledkem bylo 4. místo v Portugalsku.

## Formule 1

### 2005: Red Bull

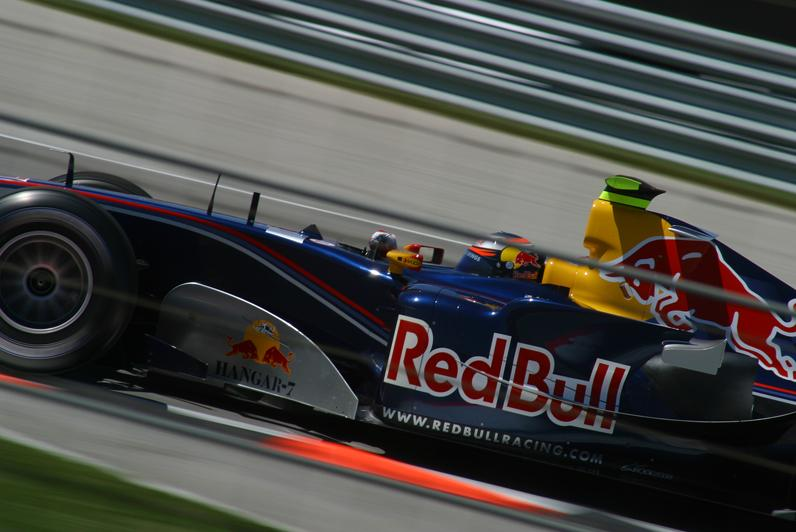
Speed jako třetí jezdec Red Bull Racing při Grand Prix USA 2005.

Při Grand Prix Kanady 2005 se Speed ujal role testovacího jezdce pro tým Red Bull Racing. Stal se tak prvním Američanem v F1 od roku 1993, kdy jezdil Michael Andretti. Roli testmana si užil i při Grand Prix USA.
V té době jednal Red Bull o koupi stáje Minardi. Tu nakonec opravdu koupil, přejmenoval ji na Scuderia Toro Rosso a pro rok 2006 angažoval do týmu Vitantonia Liuzziho a právě Scotta Speeda.

### 2006–2007: Toro Rosso

#### 2006
Ve své debutové Grand Prix Bahrajnu skončil Speed na 13. pozici. O týden později, v Malajsii, musel odstoupit po 41 kolech kvůli poruše spojky.
Na konci Grand Prix Austrálie figuroval Speed na 8. místě a vypadalo to, že vybojoval svůj první bod i první bod pro Toro Rosso. Po závodě dostal dodatečnou 25sekundovou penalizaci za předjíždění pod žlutými vlajkami. K tomu musel zaplatit 5000$ za to, že se po závodě vyjadřoval neslušně k Davidu Coulthardovi.
Při Grand Prix San Marina dojel na 15. místě. O týden později to bylo 11. místo. Ve Španělsku mu ale selhal motor a svou první Grand Prix Monaka skončil jako 13.

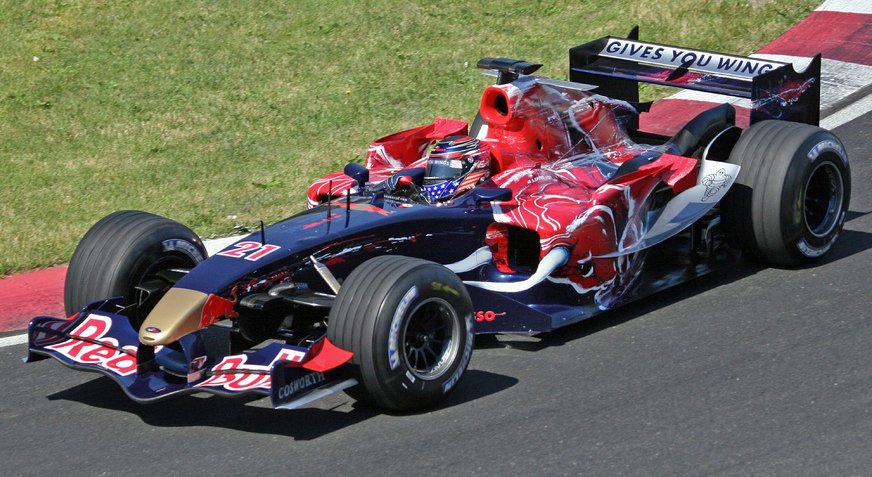
Speed při Grand Prix Kanady 2006.

Podobné mizerné výsledky panovaly i v druhé polovině sezóny, dobré závody byly snad jen v USA a ve Francii, kdy skončil na 10. místě. Dobře zajel i v posledním závodě, v Brazílii, kde se v závodě propracoval ze 17. místa na 11. místo.
Na konci sezóny tak zůstal Speed bez bodu, ale i tak ho Toro Rosso potvrdilo 24. února 2007 jako jezdce na další sezónu. Jeho týmovým kolegou zůstal Vitantonio Liuzzi.

#### 2007

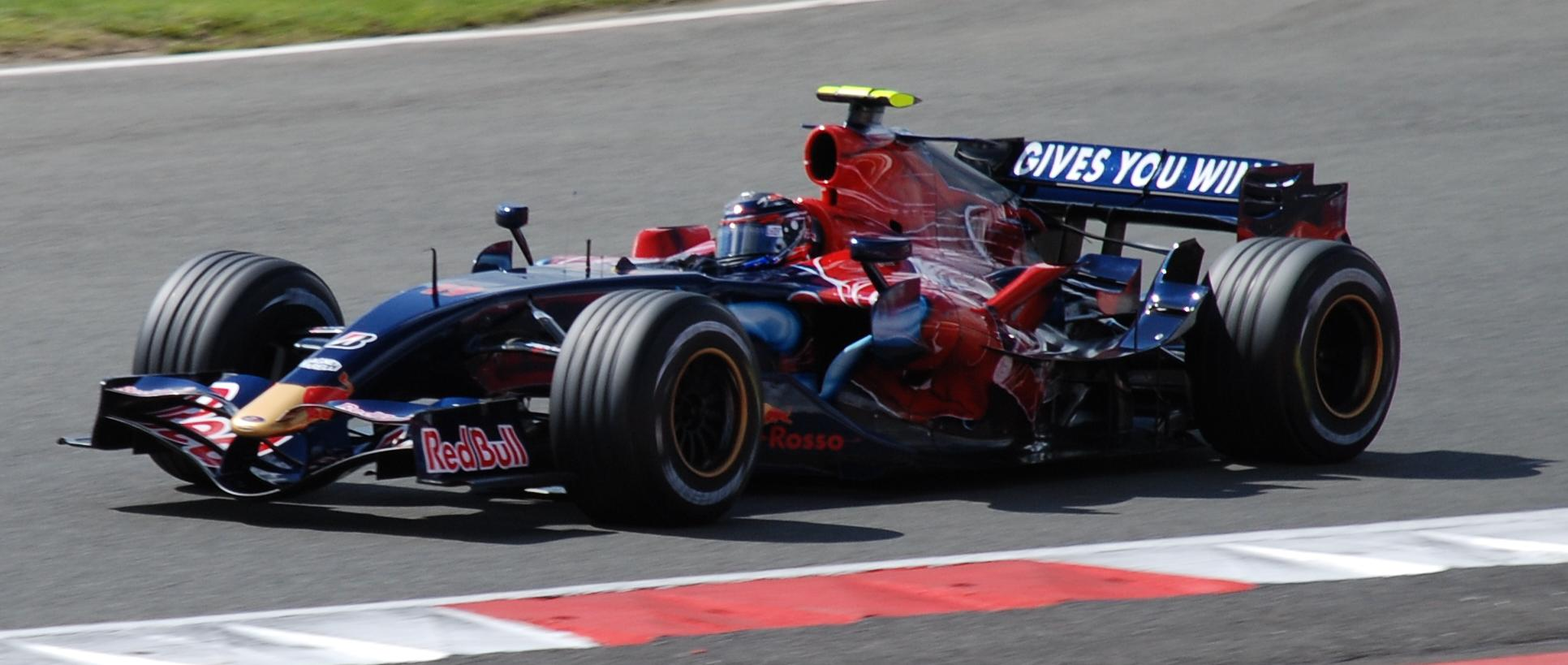
Speed ve voze toro Rosso při Grand Prix Velké Británie 2007.

Kdo ale čekal zlepšení ve Speedově druhé sezóně, musel být zklamán. Výsledky byly opět mizivé a k tomu se přidalo množství havárií. Hned dvakrát v sezóně kolidoval s Alexandrem Wurzem. Po havárii při deštivé Grand Prix Evropy navíc došlo k nepěkným věcem. Po závodě údajně došlo k ostré výměně názorů mezi Speedem a šéfem týmu, Franzem Tostem. Speed potom osočil tým, že se chtějí zbavit jak jeho, tak Liuzziho. Speedovo další působení u Tora Rossa bylo v podstatě sečteno.
A tak se nakonec i stalo. Před Grand Prix Maďarska tým prohlásil, že Speeda nahradí 3. jezdec BMW, Sebastian Vettel. Speedovým nejlepším výsledkem v F1 tak zůstávají dvě 9. místa. Speed poté také prohlásil, že ke spolupráci s Toro Rosso už ho nedonutí vůbec nic. Vztahy se samotným Red Bullem ale zůstaly dobré a Speedovi zajistily závodění v USA pro rok 2008.

## Stock cars
20. září 2007 bylo oznámeno, že Speed bude závodit pro Eddie Sharp Racing v sérii ARCA RE/MAX na Talladega Superspeedway 5. října 2007. Scott se kvalifikoval na 7. místě a na stejné pozici také závod dokončil. Toto byl Speedův debut na vozech stock car, stejně tak to byl jeho první závod na oválu. Na tým Eddie Sharp Racing udělal v závodě dojem a ten mu dal místo pro sezónu 2008. V týmu tak nahradil Michaela McDowella.
Speed si ale vyzkoušel i závody NASCAR. Konkrétně v sérii NASCAR Craftsman Truck Series na okruhu Atlanta Motor Speedway 7. března 2008. Jel v týmu Morgan-Dollar Motosports #46 Chevy, který sponzoroval Red Bull. V závodě zaznamenal své první umístění v Top 10 v sérii NASCAR, když ve svém druhém závodě, na okruhu Martinsville Speedway, dojel právě na 10. místě. 25. dubna 2008 vyhrál svůj první závod série ARCA, bylo to na okruhu Kansas Speedway. Hned o den později byl opět v NASCAR a dojel na 8. místě. A hned o týden později v týmu Bill Davis Racing vyhrál svůj první závod. O 2 závody později skončil na 5. místě. 18. července 2008 vyhrál svůj druhý závod ARCA na Kentucky Speedway.

## Kompletní výsledky
| Legenda k tabulce | Legenda k tabulce                                                                       |
| Barva             | Výsledek                                                                                |
| ----------------- | --------------------------------------------------------------------------------------- |
| Zlatá             | Vítěz                                                                                   |
| Stříbrná          | 2. místo                                                                                |
| Bronzová          | 3. místo                                                                                |
| Zelená            | Bodované umístění                                                                       |
| Modrá             | Nebodované umístění                                                                     |
| Modrá             | Dokončil neklasifikován (NC)                                                            |
| Fialová           | Odstoupil (Ret)                                                                         |
| Červená           | Nekvalifikoval se (DNQ)                                                                 |
| Červená           | Nepředkvalifikoval se (DNPQ)                                                            |
| Černá             | Diskvalifikován (DSQ)                                                                   |
| Bílá              | Nestartoval (DNS)                                                                       |
| Bílá              | Závod zrušen (C)                                                                        |
| Světle modrá      | Pouze trénoval (PO)                                                                     |
| Světle modrá      | Páteční testovací jezdec (TD)                                                           |
| Bez barvy         | Netrénoval (DNP)                                                                        |
| Bez barvy         | Vyřazen (EX)                                                                            |
| Bez barvy         | Nepřijel (DNA)                                                                          |
| Bez barvy         | Odvolal účast (WD)                                                                      |
| Bez barvy         | Nezúčastnil se (prázdné)                                                                |
| Označení          | Význam                                                                                  |
| Tučnost           | Pole position                                                                           |
| Kurzíva           | Nejrychlejší kolo                                                                       |
| †                 | Jezdec nedojel do cíle, ale byl klasifikován, protože odjel více než 90 % délky závodu. |
| ‡                 | Byl udělován poloviční počet bodů, protože bylo odjeto méně než 75 % délky závodu.      |
| Horní index       | Umístění bodujících jezdců ve sprintu                                                   |

### Formule 1
| Rok  | Tým                 | Šasi            | Motor                   | 1       | 2       | 3       | 4       | 5      | 6       | 7      | 8       | 9       | 10      | 11     | 12     | 13     | 14     | 15     | 16     | 17      | 18     | 19  | Body | Umístění  |
| ---- | ------------------- | --------------- | ----------------------- | ------- | ------- | ------- | ------- | ------ | ------- | ------ | ------- | ------- | ------- | ------ | ------ | ------ | ------ | ------ | ------ | ------- | ------ | --- | ---- | --------- |
| 2005 | Red Bull Racing     | Red Bull RB1    | Cosworth TJ2005 3.0 V10 | AUS     | MAL     | BHR     | SMR     | ESP    | MON     | EUR    | CAN TD  | USA TD  | FRA     | GBR    | GER    | HUN    | TUR    | ITA    | BEL    | BRA     | JPN    | CHN | –    | –         |
| 2006 | Scuderia Toro Rosso | Toro Rosso STR1 | Cosworth TJ2006 3.0 V10 | BHR 13  | MAL Ret | AUS 9   | SMR 15  | EUR 11 | ESP Ret | MON 13 | GBR Ret | CAN 10  | USA Ret | FRA 10 | GER 12 | HUN 11 | TUR 13 | ITA 13 | CHN 14 | JPN 18† | BRA 11 |     | 0    | 20. místo |
| 2007 | Scuderia Toro Rosso | Toro Rosso STR2 | Ferrari 056 2.4 V8      | AUS Ret | MAL 14  | BHR Ret | ESP Ret | MON 9  | CAN Ret | USA 13 | FRA Ret | GBR Ret | EUR Ret | HUN    | TUR    | ITA    | BEL    | JPN    | CHN    | BRA     |        |     | 0    | 21. místo |

### Formule E
| Rok     | Tým                | Auto                  | 1   | 2   | 3   | 4   | 5     | 6       | 7      | 8      | 9   | 10  | 11  | Body | Umístění  |
| ------- | ------------------ | --------------------- | --- | --- | --- | --- | ----- | ------- | ------ | ------ | --- | --- | --- | ---- | --------- |
| 2014–15 | Andretti Autosport | Spark-Renault SRT 01E | BEI | PUT | PDE | BNA | MIA 2 | LBH Ret | MON 12 | BER 13 | MOS | LON | LON | 18   | 15. místo |

### GP2 Series
| Rok  | Tým                  | 1         | 2           | 3         | 4         | 5         | 6          | 7          | 8          | 9          | 10        | 11        | 12        | 13        | 14          | 15         | 16        | 17        | 18          | 19         | 20        | 21        | 22          | 23         | Body | Umístění |
| ---- | -------------------- | --------- | ----------- | --------- | --------- | --------- | ---------- | ---------- | ---------- | ---------- | --------- | --------- | --------- | --------- | ----------- | ---------- | --------- | --------- | ----------- | ---------- | --------- | --------- | ----------- | ---------- | ---- | -------- |
| 2005 | iSport International | IMO FEA 3 | IMO SPR Ret | CAT FEA 2 | CAT SPR 3 | MON FEA 4 | NÜR FEA 16 | NÜR SPR 12 | MAG FEA 15 | MAG SPR 18 | SIL FEA 4 | SIL SPR 2 | HOC FEA 4 | HOC SPR 3 | HUN FEA Ret | HUN SPR 19 | IST FEA 5 | IST SPR 4 | MNZ FEA Ret | MNZ SPR 15 | SPA FEA 4 | SPA SPR 4 | BHR FEA Ret | BHR SPR 19 | 67,5 | 3. místo |